# 鹿橋
吳訥孫（Nelson Ikon Wu，1919年6月9日—2002年3月19日），是福建閩侯人，著名東方藝術史學者、作家，笔名鹿橋。著有抗戰時期西南聯大故事《未央歌》、《人子》等書。會取「鹿橋」為筆名最初是因為「深山樵子」之義取為「鹿譙」，後來才又改成「鹿橋」。鹿橋自赴美國求學之後，即與妻子在美國定居生活任教，並偶爾回國，到台灣參與文學活動。他曾勉勵台灣大學生能多在學術修養上下功夫，並感嘆台灣報紙的副刊越來越少。

## 生平
1919年，出生於北京，其父為著名外交官吳藹宸。1930年，11岁时，跳级进入天津公学就读:51。1931年，初二时转学至天津南开中学，1936年毕业:51。1942年，毕业于西南聯大外文系。
1944年春，著手写作《未央歌》。作者寫道：「昆明的太陽是最叫人愛的，那些驕傲美麗的飛機就常常在晴空之下舒展翻轉他們耀目，銀色的翅膀，下面看得快樂的人們眼也花了。」1945年初夏,完成《未央歌》的寫作。赴美攻讀美國耶魯大學碩士。
1954年，獲耶鲁大学美术史博士学位。曾任西南联大助教、美国洛杉矶加利福尼亚州立大学教授、耶鲁大学教授、华盛顿大学教授。1959年，六月《未央歌》在美國康州且溪延陵乙園出版，從完稿到出書壓了十四年。是一部以西南聯大學生生活為題材的長篇小說。
1967年，十二月《未央歌》在臺灣出版，並作（再版致未央歌讀者）一文。1974年，九月短篇小說集《人子》，共收集十三篇短篇小說在臺灣出版。作者所投注的是我們時時刻刻作判斷、作歸類、作選擇的「心」。1975年9月，《懺情書》在臺灣出版。
1984年，以优异讲座教授身份自华盛顿大学退休。1997年，獲美中西區華人學術研討會特別頒贈「傑出學人獎」。1998年，《市廛居》在臺灣出版，作者首次以散文的方式，與歲月、文學、讀者談心，內容或是旅居美國聖路易的市隱生活，或是延陵乙園的泉石逸趣。十二月第一本兒童繪本《小小孩》出版，由畫家黃淑英彩繪，內容取材自鹿橋《人子》一書。
2002年，因病逝世於波士顿。

## 著作

### 小說
- 《未央歌》(長篇小說)，美國康州且溪延陵乙園初版，1959年6月。臺灣商務印書館出版，1967年12月。
- 《人子》(短篇小說集)，臺北遠景出版公司，1974年9月

### 書信
- 《懺情書》，臺北遠景出版公司，1975年9月

### 散文
- 《市廛居》，臺北時報文化出版公司，1998年12月

### 兒童文學
- 《小小孩》黃淑英圖，臺北格林文化出版社，1998年12月